# Dara Fanka
Dara Fanka (Beograd, 1953) skulptor je u arhitekturi i prostoru.

## Biografija
Završila Fakultet primenjenih umetnosti u Beogradu, odsek Skulptura u arhitekturi i prostoru u klasi profesora Miodraga Živkovića. Član ULUS-a /Udruženje likovnih umetnika Srbije/ i UNS-a /Udruženje novinara Srbije.
Višemedijska umetnica Dara Fanka, laureatkinja je brojnih nagrada i priznanja. Svojim kontinuiranim kompozitnim opusom iz domena skulpture, slikarstva, dizajna enterijera, grafičkog dizajna, žurnalistike, ona je stekla prestižni status istaknutog umetnika.
Iz posebnog konkursnog dokumenta njene radne biografije ovde ukazujemo na 27 samostalnih izložbi pisali renomirani kritičari N. Kusovac, Dj. Kadijević, S. Vuković, B. Ljubišić... Posebno ističemo Prvu nagradu za skulpturu Ujedinjenih Nacija, 1974.godine, Nagradu za monumentalnu skulpturu ULUS-a 1982.godine, na mnogobrojne zahvalnice i agilna članstva /Srpsko-Jevrejsko društvo "Braća Baruh", "National Geographic", Mokranjčevi dani, na prestižne manifestacije "Zlatno pero", bijenale crteža, bijenale akvarela, mnogobrojne likovne kolonije širom eks YU (Sv. Stefan), u organizaciji muzeja grada Beograda, Danilovgrad, Prilep, Kolonija podunavskih zemalja Sremski Karlovci, kulturnu razmenu muzeja bratskih gradova Zrenjanin-Bekescaba (Mađarska). Za vreme bombardovanja Beograda, 1999. godine, radila u otvorenom ULUS-ovom ateljeu. Izložba ovih radova "Slikom protiv bombi", održana u Paviljonu "Cvijeta Zuzorić", bila je preneta u 14 gradova u Nemačkoj, Pitsburg (SAD) i Njujork.
Od 1979. godine, Dara Fanka je bila likovni saradnik časopisa RTV teorija i praksa u izdanju Radio-televizije Beograd, zatim od 1988. stalni dopisnik i likovni saradnik časopisa za negovanje zavičajne kulture "Zavičajac " iz Zrenjanina, kao i časopisa "Vojska", "Dodir", ASK "Motorsport".
Od 2012. učestvuje u stručnom timu arh. Ksenije Bulatović na eksperimentalnom projektu Symbiosis: Simbiotička arhitektura koji je predstavljan na brojnim međunarodnim konferencijama i izložbama, 2014-2018, piše stručne analize za Beogradske novine" – časopis za urbanu kulturu koji je izdao Centar za društvena istraživanja. Sarađuje sa Studiom CUBEX na projektantsko-umetničkim projektima za uređenje grada. Jedan je od autora na projektima: uređenje Gardoša u Zemun 2018, konkursnog rešenja uređenja pešačke zone Novog Sada 2018, i konkursnog rešenja za predstavljanje Srbije na Venecijanskom Bienalu 2014. Saradnik je na uređenju Cvetnog trga u Beogradu 2016.
Svestrani umetnik, muzički obrazovana, Dara Fanka je kao član hora „Braća Baruh” učestvovala na turneji 1978. godine po Americi- SAD, na koncertu u Carnagy Hall-u kao i na još 30 koncerata u SAD, gde je hor nastupao sa Bredom Kalef, prvakinjom Beogradske opere i Andrejom Preger, profesorom fakulteta muzičke umetnosti. Hor je učestvovao i u snimanju dokumentarnog filma o Jevrejima koji su preživeli strahote nacističke okupacije i Drugi svetski rat. Izazvavši veliki uspeh, hor je snimio LP ploču, kasnije disk u produkciji RTS. Hor „Braća Baruh” je dva puta odlikovan od strane države za svoj doprinos kulturnoj afirmaciji zemlje.

## Spoljašnje veze
- https://books.google.com/books/about/Dara_Fanka.html?id%5B%5D...
- https://www.youtube.com/watch?v=Ai45oJagPtE
- www.worldcat.org/identities/lccn-no97057823
- http://www.blic.rs/kultura/vesti/likovna-kolonija-u-smederevu/693ps9c